# Răscoala seimenilor și dorobanților din 1655
Răscoala seimenilor și dorobanților din 1655 a avut loc în primăvara anului, ca reacție a mercenarilor (majoritatea de origine sârbească) la intenția domnului Constantin Șerban de a-i concedia și da afară din țară. Revolta a cuprins inițial Bucureștiul, apoi toată țara. În ultimele zile ale lui februarie (pe stil vechi) cete ale răsculaților au atacat casele boierești, jefuindu-le și omorându-i pe boieri, pe soțiile și pe copii acestora. În răscoală a murit boierul Papa Brâncoveanu, tatăl viitorului domn Constantin Brâncoveanu, fiul său putând fi salvat doar pentru că a fost substituit cu un copil de țigan.  
Principele Gheorghe Rákóczi al II-lea al Transilvaniei îi scria mamei sale: „voievodul din Țara Românească este la locul său, dar s-a făcut o nemaipomenită vărsare de sânge; dărăbanii seimeni nu s-au milostivit nici de boieroaicele însărcinate, nici de copiii nevinovați, au ucis nenumărați boieri; sărmanul domn Sava și Preda și-au răscumpărat viața cu mulți bani; i-au omorât fiul; i-a rămas un nepot de la fiu, în locul acestuia slujile au dat un copilaș de țigan, așa i-au scăpat viața; ... mulți boieri au fugit încoace (în Transilvania, n.n.)”.